# Hoorn (Terschelling)
Hoorn (Aasters: Hoane, Fries: Hoarn) is een dorp op het waddeneiland Terschelling in de Nederlandse provincie Friesland.

## Beschrijving
Hoorn ligt ten oosten van Lies en ten westen van Oosterend. Het is een langgerekt dorp met van oorsprong verspreide bebouwing van boerderijen en woningen. Dankzij de bouw van enkele nieuwbouwwijkjes is Hoorn vanaf het midden van de jaren zeventig groter geworden. Een van de oudste gebouwen van het dorp is de strandvonderijschuur, nog vrijwel in oorspronkelijke staat. Vroeger werden hier de gejutte spullen opgeslagen, tegenwoordig is het een opslagplaats voor alle verenigingen op Oost-Terschelling. Karakteristiek is de middeleeuwse Sint Janskerk. Het is de oudste kerk van Terschelling. Bij de kerk staat de Sjouw, een bal die gehesen werd om aan het werkvolk in de wijde omtrek de tijd voor de middagpauze aan te geven.

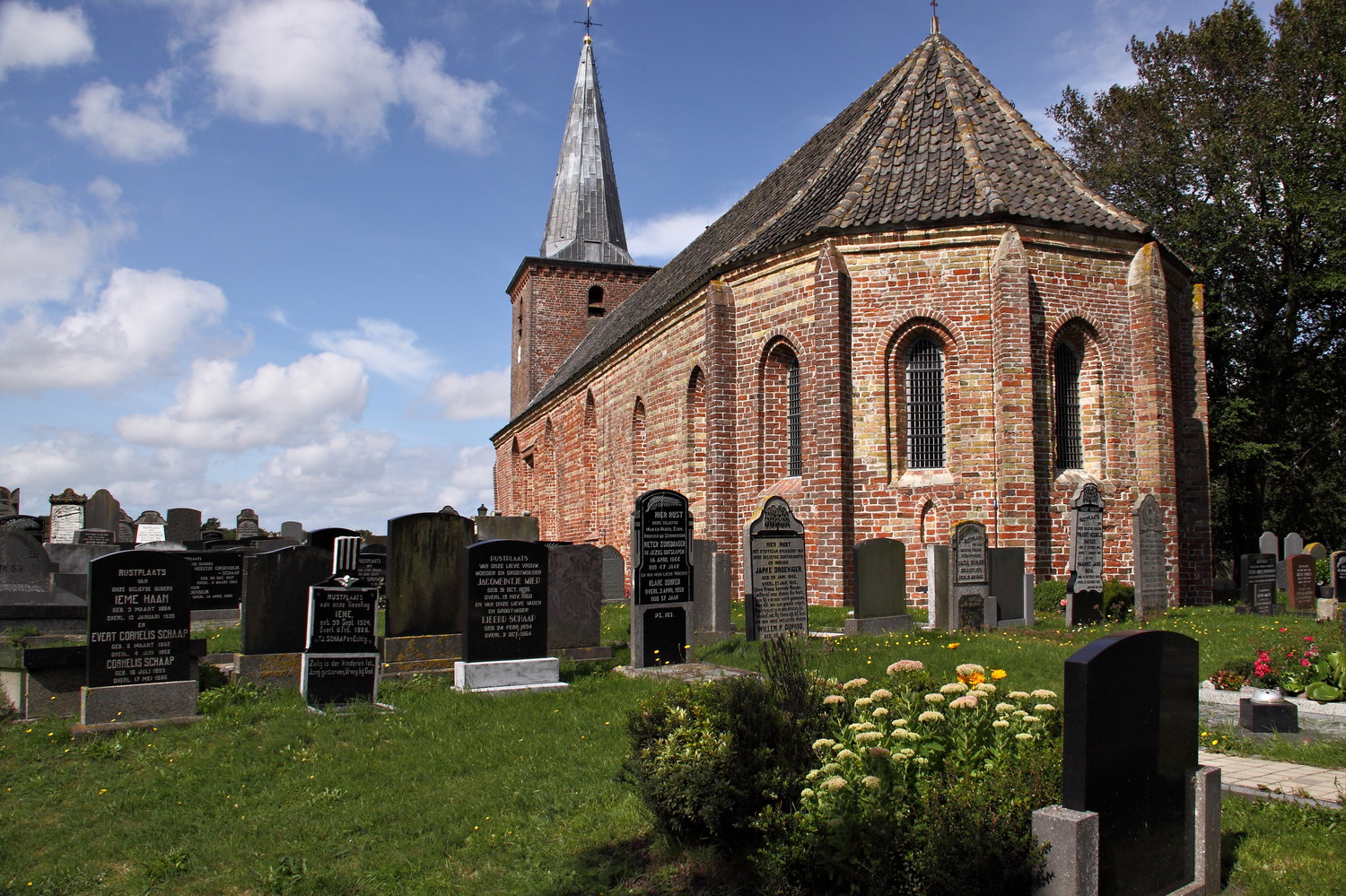
Sint Janskerk
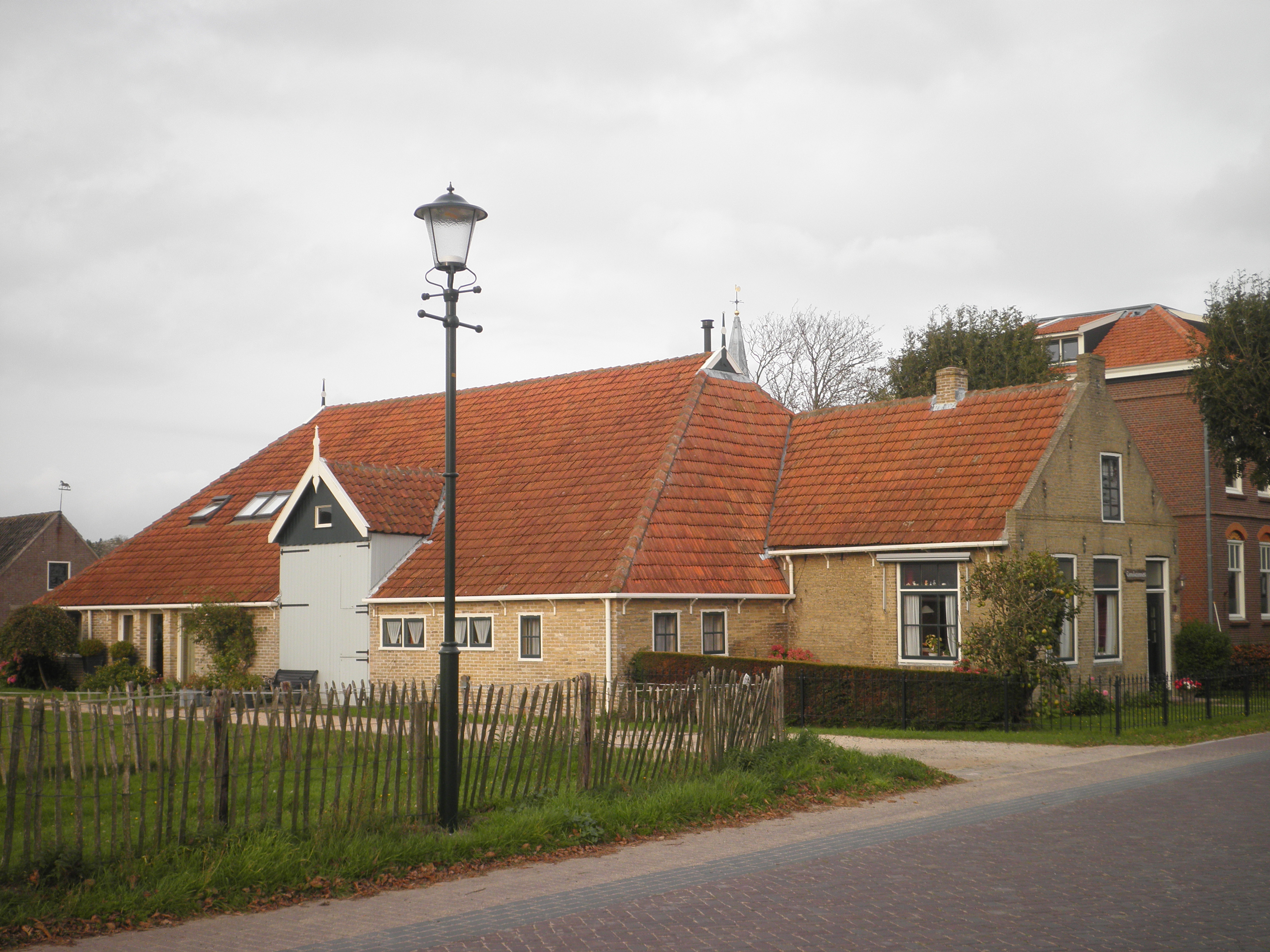
Boerderij aan de Dorpsstraat
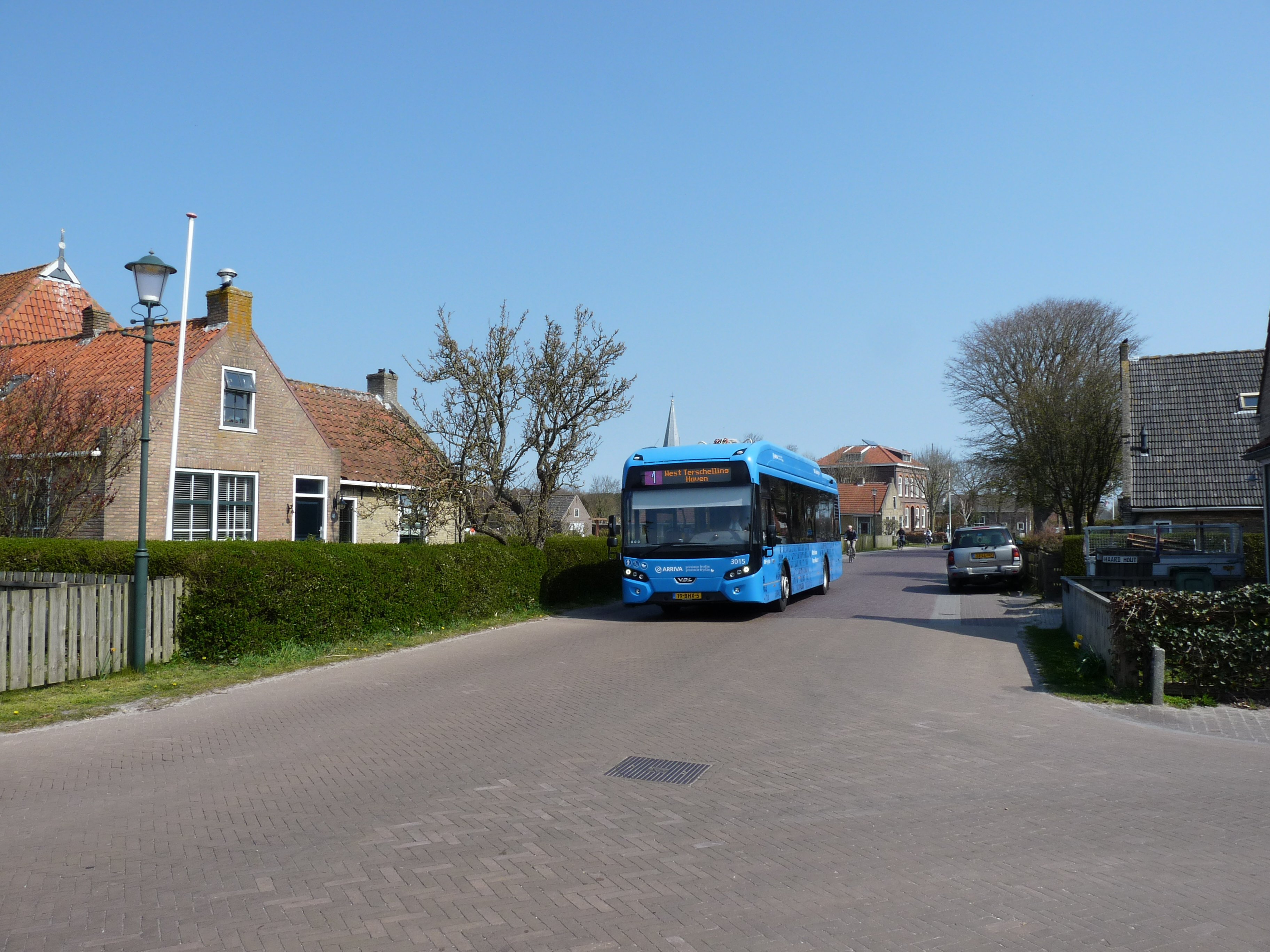
Openbaar vervoer in Hoorn

Hoorn is van oorsprong een agrarisch dorp waar veehouderij de voornaamste bron van inkomsten was. Tegenwoordig wordt veel meer geld verdiend aan het toerisme. Er zijn nog maar enkele actieve veehouders over. Hoorn heeft een basisschool, een sportveldencomplex, vier restaurants, twee cafés en enkele winkels.

## Sport
- AVV, voetbalvereniging

## Bekende personen
- Klaas Hanzen Heeroma (1909-1972), taalkundige en dichter (pseudoniem: Muus Jacobse)
- Hessel (van der Kooij) (West-Terschelling, 1955), zanger en eigenaar van café de Groene Weide[2]
- Jan van Oort, musicus, schrijver, tekenaar (o.a. Paulus de Boskabouter)
- Jan Arien Deodatus, beeldend kunstenaar